# MC93 Bobigny
La Maison de la Culture de Seine-Saint-Denis à Bobigny, plus communément appelée MC93 Bobigny, est une salle de spectacle importante de la région parisienne dont l’activité principale est principalement orientée vers la création et la présentation de spectacles de théâtre français et international mais aussi de danse, d'opéra et de musique.

## Histoire
La MC93 est un lieu de création et de production de spectacles vivants qui fut imaginé à la fin des années 1960 dans la ville de Bobigny en Seine-Saint-Denis, s'inscrivant dans le mouvement de décentralisation théâtrale promu par le ministre de la culture de l'époque, André Malraux. Après évaluation et réalisation du projet, la MC93 ouvre finalement ses portes le 19 février 1980. La grande salle Oleg Efremov peut accueillir 866 spectateurs, la petite salle Christian Bourgois, 220 personnes auxquelles s'ajoute une salle de répétition d'une capacité de 128 places.
L'activité principale de l'institution est orientée vers les créations théâtrales, notamment de Robert Wilson, Peter Sellars, Deborah Warner ou Lev Dodine et la promotion en France des mises en scène de notamment Jean-Michel Rabeux, Nicolas Bigards, Patrick Pineau, Jean-Yves Ruf, Georges Lavaudant, Jean-René Lemoine. Depuis la fin du Concours chorégraphique international de Bagnolet en 1988, la MC93 accueille également de nombreux spectacles de danse contemporaine lors des Rencontres chorégraphiques internationales de Seine-Saint-Denis qui lui ont succédé. La MC93 travaille également avec d'autres festivals du département tels que « Banlieues bleues » pour le jazz et « Africolor » pour les musiques du monde.
En 1990 puis en 1999 est réalisée l'extension du bâtiment qui permettra à la MC93 de prendre de l'ampleur dans sa programmation.
En 2004, le festival de théâtre international, intitulé le « Standard idéal », a été créé. Depuis 2007, MC93 développe également un partenariat avec l'Atelier lyrique de l'Opéra de Paris pour des représentations de spectacles de cette institution de formation des jeunes chanteurs.
Au début d'octobre 2008, un projet d'installation de la troupe de la Comédie-Française à la MC93, décidé en commun entre le Ministère de la Culture, les collectivités locales et l'administratrice générale du Français Muriel Mayette mais sans concertation avec Patrick Sommier le directeur de Bobigny, est annoncé visant à développer des programmes annexes et contemporains dans l'institution de banlieue. Ce projet se heurte à une vive opposition de la part des dirigeants de Bobigny mais aussi de la troupe de la Comédie-Française, qui se déclare solidaire de la MC93, et avec le soutien de grands noms de la profession comme Patrice Chéreau, Michel Piccoli, Anne Alvaro, ou Jean-Pierre Dardenne,
De 2015 à 2017, la MC93 a été complètement fermée pour des travaux de rénovations et de restructurations profonds. Le bâtiment a été désamianté, déplombé, et remis aux dernières normes (accessibilité aux personnes à mobilité réduite, électricités, consommation d'énergies, évacuation d'urgence). Le hall d’accueil a été agrandi (passant de 300 m2 à 700 m2), réaménagé et donne un accès direct à un large promenoir s'ouvrant sur la ville. L'isolation phonique a été entièrement repensée pour tenir compte de la proximité de la ligne de tramway qui n'existait pas lorsque la MC93 avait été construite. Les dispositifs scénographiques ont été améliorés, avec une nouvelle salle supplémentaire, des gradins et des salles entièrement modulables, et les circulations internes qui ont été entièrement rationalisées et optimisées
La MC93 rénovée a été pré-inaugurée, le 23 mai 2017.

### Les directeurs
- Claude-Olivier Stern de 1972 à 1984
- Joël Chosson de 1984 à 1985
- René Gonzalez de 1985 à 1989
- Ariel Goldenberg de 1989 à 2000
- Patrick Sommier de 2000 à 2015
- Hortense Archambault depuis 2015

## Accès
La MC93 est localisée au 9, boulevard Lénine à Bobigny. Elle est accessible par la station de métro de la ligne 5 Bobigny - Pablo Picasso et par la ligne 1 du tramway d'Île-de-France station Hôtel de Ville de Bobigny.